# Aghalee
Aghalee (Iers: Achadh Lí) is een plaats in het Noord-Ierse district Craigavon. Aghalee telt 771 inwoners. Van de bevolking is 85% protestant en 10,6% katholiek.